# Đorđe Branković

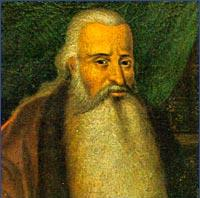
Juraj Brankovic

Đorđe Branković, född 1645 och död 1711, var en serbisk adelsman, den siste bäraren av despota-värdigheten.
Branković var en ivrig förkämpe för de serbisak självständighetssträvandena, och försökte 1688 förgäves få till stånd ett allmänt uppror i Donauländerna mot det turkiska väldet i Slavonien. Han fängslades 1703 av turkarna för delaktighet i ett uppror och dog i fångenskap.